# Argyropelecus gigas
Argyropelecus gigas és una espècie de peix pertanyent a la família dels esternoptíquids.

## Descripció
- Fa 12 cm de llargària màxima.[2][3]

## Hàbitat
És un peix marí i batipelàgic que viu entre 300 i 1.000 m de fondària (normalment, entre 400 i 600).

## Distribució geogràfica
Es troba a l'Atlàntic oriental (des del sud d'Islàndia i Portugal fins a Sud-àfrica), l'Atlàntic occidental (40°N-40°S, incloent-hi el golf de Mèxic i la Patagònia argentina), l'Índic (0°-40°S), el Pacífic oriental (15°S-40°S) i el Pacífic occidental (20°N-40°S).

## Observacions
És inofensiu per als humans.